# 利亞姆·皮奇福德
利亞姆·皮奇福德（英語：Liam Pitchford，1993年7月12日—），來自切斯特菲爾德，是一名英格蘭乒乓球運動員。截至2022年10月，他排名世界第22位。他目前由JOOLA贊助。他曾代表英國參加2012年、2016年和2020年三屆夏季奧運，最好名次是2016年里約奧運男子團體比賽的第五名。